# 中国团扇鳐
中國黃點鯆（学名：Platyrhina sinensis），又名中國團扇鰩、魴魚，为軟骨魚綱電鰩目黃點鯆科團扇鰩屬下的一个种。其种加词“sinensis”意为“中华的”。被IUCN列為瀕危保育類動物。

## 分布
本魚分布于日本本州中部以南和朝鲜西南部海区以及南海、东海、黄海等海域。该物种的模式产地在中国。

## 深度
水深5-80公尺。

## 特徵
本魚體盤近於菱形，吻端及左右角鈍圓，眼橢圓形，瞬膜不發達，噴水孔大型，鼻孔寬大，橫向，前鼻瓣呈方形突出，齒細小而多，呈鋪石狀排列，鰓裂小，在胸鰭基部內側，魚體背面棕褐色或灰褐色，腹面淡白色。腹鰭後緣無缺刻。尾部較細長，兩側有皮摺。背鰭2枚，小型，遠在腹鰭以後。尾鰭發育完善，上下葉同形。體面粗糙，背面中央結刺狀突起一列。體長可達68公分。

## 生態
本魚為暖水性沿岸魚類，喜棲於沙泥底質海域；活動力差，僅能利用其強壯尾部左右擺動以前進，故常蟄伏於底層，伺機捕捉食物。卵胎生。

## 經濟利用
食用魚，但味道劣，較不具食用價值。